# Diomede Falconio
Diomède Angelo Raffaele Gennaro Falconio , O.F.M. (Pescocostanzo, 20 de setembro de 1842 - Roma, 7 de fevereiro de 1917) foi um cardeal italiano da Igreja Católica . Ele serviu como Prefeito da Congregação para os Religiosos de 1916 até sua morte, e foi elevado ao cardinalato em 1911. Ele foi Delegado Apostólico para os Estados Unidos de 1902 a 1911.

## Biografia
Diomede Falconio nasceu em Pescocostanzo como um dos cinco filhos de Donato Antonio Falconio, um ourives, e sua esposa Maria Giacinta Buccigrossi. Recebeu o sacramento da Confirmação em 5 de setembro de 1852 e entrou na Ordem dos Frades Menores, mais conhecida como franciscanos, em 2 de setembro de 1860. Ao entrar, também mudou seu nome de batismo de Angelo Raffaele Gennaro para Diomede de Pescocostanzo. Falconio estudou nos conventos franciscanos de Magliano e Carpineto, emitindo seus primeiros votos em 17 de setembro de 1861 e seus votos perpétuos em 12 de outubro de 1864.
No outono de 1865, ele viajou para o Estados Unidos , onde foi ordenado ao sacerdócio pelo Bispo John Timon, C.M., em 4 de janeiro de 1866, em Buffalo, Nova Iorque. Falconio ensinou filosofia no St. Bonaventure's College e Seminary em Alleghany de 1865 a 1871, servindo como seu presidente de 1868 a 1869. Depois de fazer o trabalho missionário em Terra Nova, ele recebeu a cidadania americana. Em 1867 ele foi feito secretário da província franciscana americana da Imaculada Conceição.
Falconio serviu como administrador, chanceler e vigário geral de Harbour Grace entre 1871 e 1882, e teria se tornado seu bispo se a oposição da Sociedade Benevolente Irlandesa à nomeação de um bispo italiano não tivesse feito com que o superior de Falconio o chamasse para os Estados Unidos. Ele realizou trabalhos missionários em Nova York e Connecticut até 1883, de onde retornou à Itália. De 1884 a 1889, ele foi o provincial de sua ordem religiosa na província de San Bernardino em Abruzzi. Depois de se tornar pro examinador sinodal da Arquidiocese de L'Aquila, ele foi eleito procurador geral dos franciscanos em outubro de 1889 e visitante geral das províncias de Nápoles e Apúlia entre 1889 e 1892.
Em 11 de julho de 1892, Falconio foi nomeado bispo de Lacedonia pelo Papa Leão XIII. Recebeu sua consagração episcopal no dia 17 de julho do cardeal Raffaele Monaco La Valletta , com os arcebispos Antonio Grasselli, OFM Conv e Tancredo Fausti como co-consagradores, na igreja de Sant'Antonio da Padova all'Esquilino. Falconio foi posteriormente nomeado Arcebispo de Acerenza-Matera em 29 de novembro de 1895, primeiro Delegado Apostólico do Canadá em 3 de agosto de 1899 e Arcebispo Titular de Larissa, na Tessália, em 30 de setembro daquele ano.
Falconio foi nomeado Delegado Apostólico para os Estados Unidos em 30 de setembro de 1902. Durante seu mandato, dedicou-se aos cuidados espirituais das minorias linguísticas, prestando assistência espiritual em sua língua e nomeando bispos da mesma origem étnica ou que pelo menos falavam língua. Falconio foi criado Cardeal-presbítero de Santa Maria em Ara Coeli pelo Papa Pio X no consistório de 27 de novembro de 1911, e optou por ser promovido a Cardeal-bispo de Velletri-Segni em 25 de maio de 1914. Ele foi um dos cardeais eleitores que participaram no Conclave de 1914, que selecionou o Papa Bento XV, que nomeou Falconio Prefeito da Sagrada Congregação para os Religiosos em 26 de fevereiro de 1916.
Falconio morreu em Roma em 7 de fevereiro de 1917. Ele está enterrado na igreja franciscana de seu Pescocostanzo nativo.